# Koncertforeningen
Koncertforeningen i København stiftedes 1874 af yngre musikvenner med det formål at opføre større musikværker, for soli, kor og orkester, særlig nyere frembringelser, såvel
inden- som udenlandske. 1893 indstillede den sin virksomhed.
Den musikalske ledelse har under hele foreningens levetid været i hænderne på Otto Malling, de første år i forening med C.F.E. Horneman, 1878—82 med P.E. Lange-Müller, mens J.C. Fabricius har været formand. For Københavns musikliv har Koncertforeningen haft en meget væsentlig betydning, dels ved at tage sig af yngre danske komponisters
arbejder, dels ved at fremføre de betydeligste store kor- og orkesterværker af udlandets nyere komponister. Ved sin afslutning overlod foreningen sit arkiv, bestående blandt andet af 150 partiturer, til Det Kongelige Bibliotek, hvor det opbevares under navnet Koncertforeningens Arkiv.